# STANAG 4626
STANAG 4626 oder EN 4660 ist die Bezeichnung eines Standardisierungsübereinkommens der NATO-Vertragsstaaten, welches in den frühen 1990er Jahren begann.
Ziel dieser Vereinbarung ist die Entwicklung einer modernen Avionikarchitektur, die bei der Entwicklung neuer Flugzeuge und bei Programmen zur Aufrüstung von bestehenden Flugzeugen zur Anwendung kommen soll. Wesentlich für STANAG 4626 ist die strikte Trennung einer Funktion in Hard- und Software, also in die Anwendung und die von ihr genutzten Ressourcen. Dies stellte zu Beginn der Entwicklung einen völlig neuen Ansatz in der Avionik dar. Bis heute kann eine Software nur in Kombination mit der Hardware zertifiziert werden. Aus der Trennung bei der Entwicklung und möglicherweise auch bei der Zertifizierung verspricht sich die Industrie hohe Kostenersparnisse bei zukünftigen Systemen. In diesem Zusammenhang spricht man auch von inkrementeller Zertifizierung.
STANAG 4626 wird vom Verteidigungsministerium Großbritanniens geleitet. Viele große Luftfahrtunternehmen Europas sind an der Entwicklung beteiligt. Dazu gehören u. a.:
- BAE Systems
- GE Aviation Systems (früher Smiths Aerospace)
- Dassault Aviation
- Thales Group
- Airbus Group
- ESG Elektroniksystem- und Logistik GmbH
- IABG

## Entwicklung
Für die Entwicklung des STANAG wurde die Arbeitsgruppe ASAAC (Allied Standard Avionics Architecture Council / Arbeitsgruppe für einheitliche Standards einer Avionik Architektur) gegründet. Aus diesem Grund wird häufig auch vom ASAAC Standard gesprochen, da es während der Entwicklung keinen anderen Namen gab. Seit dem Erscheinen der EN Norm heißt der Standard offiziell: „Modular and Open Avionics Architectures (MOAA)“. Zu den Vertragspartnern von ASAAC gehören:
- Deutschland
- Frankreich
- Großbritannien
- USA (Ist seit Phase 2 nicht mehr Mitglied des Programms)

Das ASAAC Programm teilte sich in zwei Phasen auf:
- In der ersten Phase wurde ein grundlegendes Konzept entwickelt, welches auf den zu dieser Zeit ebenfalls aufflammenden IMA-Konzept aufbaut.
- In der zweiten Phase wurde ein Entwurf einer Norm entwickelt. Die Entwicklung wurde im Mai 2004 beendet.

Seitdem wird der Standard von einer Reihe von Versuchsaufbauten (Demonstrationen) begleitet. 2007 wurde eine Open-Source Version eines Betriebssystemstacks für STANAG 4626 veröffentlicht, die auf POSIX aufbaut.
Vor allem Deutschland bemühte sich darum den zweiten Entwurf zu ratifizieren. Seit März 2010 ist Stanag 4626 eine Europäische Norm. Der Text des STANAG 4626 wurde unter der EN 4660 Aerospace series – Modular and Open Avionics Architectures veröffentlicht. In Deutschland ist die Norm als DIN-Norm DIN EN 4660 mit den Teilen 001 bis 005 gültig:
- DIN EN 4660-001: Luft- und Raumfahrt – Modulare und offene Avionikarchitekturen – Teil 001: Architektur
- DIN EN 4660-002: Luft- und Raumfahrt – Modulare und offene Avionikarchitekturen – Teil 002: CFM (common functional modules)
- DIN EN 4660-003: Luft- und Raumfahrt – Modulare und offene Avionikarchitekturen – Teil 003: Kommunikation/Netzwerk
- DIN EN 4660-004: Luft- und Raumfahrt – Modulare und offene Avionikarchitekturen – Teil 004: Paketierung
- DIN EN 4660-005: Luft- und Raumfahrt – Modulare und offene Avionikarchitekturen – Teil 005: Software